# Kesselofski och Fiske
Kesselofski och Fiske är en ursprungligen brittisk skådespelar/komiker-duo, som sedan många år även har arbetat i Sverige med Uppsala som hemort och Reginateatern som hemmascen. 
John Fiske och Paul Kessel spelar teater både på engelska och svenska; klassiska litterära verk, historiska händelser, sägner och historier ingår i repertoaren. En karakteristiskt drag för duon är att de båda skådespelarna har väldigt många roller var.
Nämnvärt är att duon år 1985 hade en hit med låten Going to the Loo, där de sjunger om svenskarnas förkärlek för sångtexter om toalettbesök, som bevisats av eurovisionsschlagerfestivalvinnarna Waterloo och Diggi-loo Diggi-ley.

## Pjäser
- Hjälp - giftiga utsläpp i miljödebatten
- Mad Dogs and Englishmen
- The Hound of the Baskervilles
- The Sinking of the Titanic
- Half man half Fish
- The Return of the Pink Lizards
- In Bed with Robin Hood
- Desperate Acts

2008 - Frankenstein